# Victory Boogie Woogie
Victory Boogie Woogie ist die letzte, zwischen Juni 1942 und Januar 1944 in New York entstandene, unvollendete Komposition des niederländischen abstrakten Malers Piet Mondrian. Das Bild gilt als Krönung der um die 300 Werke umfassenden Mondrian-Kollektion des Gemeentemuseums in Den Haag und als eines der wichtigsten Werke eines niederländischen Malers im 20. Jahrhundert.
Dank einer Schenkung der Nederlandsche Bank (niederländischen Zentralbank) wurde das Werk 1997 für 82 Millionen Gulden (37,2 Millionen Euro) durch eine Stiftung erworben und als Dauerleihgabe dem Museum zur Verfügung gestellt. Der Vorgang führte zu Kontroversen in der niederländischen Öffentlichkeit und zu Fragen im Parlament, wodurch das Werk noch größere mediale Aufmerksamkeit erlangte.

## Werkbeschreibung

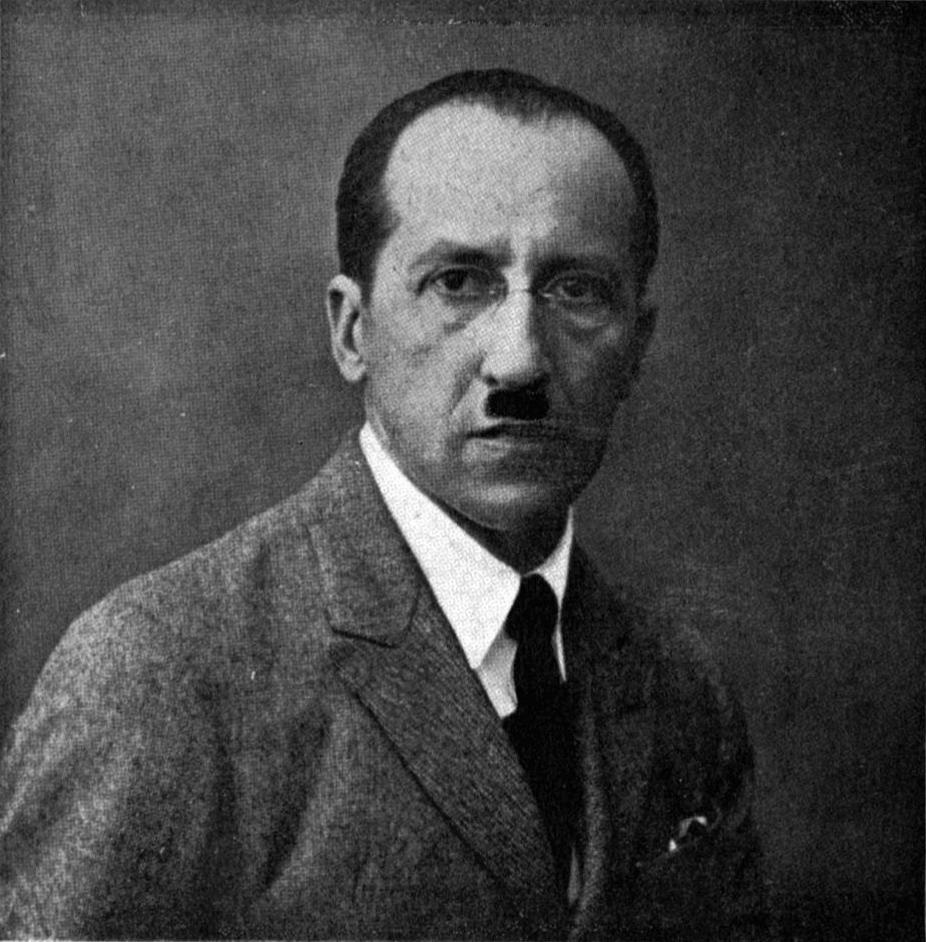
Piet Mondrian. Foto aus De Stijl, Vol. V, Nr. 12 (Dezember 1922)

Victory Boogie Woogie hat die Maße 127 × 127 cm und ist mit Ölfarbe auf Leinwand gemalt. Zusätzlich verwendete Mondrian bemalte Papier- und Cellophanstreifen und schwarze Kreide. Charakteristisch ist die Rhombusform; die gesamte Leinwand samt Rahmen ist um 45 Grad gedreht, sodass die vertikale wie horizontale Achse 179 cm beträgt. Das Werk ist hauptsächlich in den drei Primärfarben Rot, Blau und Gelb sowie den Nichtfarben Weiß, Grau und Schwarz gemalt. Die darauf aufgeteilten Flächen, Kleinstflächen und kleine Vierecke, sind linear horizontal-vertikal angeordnet und scheinen auf der Leinwand wie auf einem musikhaft flimmernden Teppich in wildem Rhythmus zu tanzen. Weiß wechselt ab mit verschiedenen Grautönen, Blau mit dunkelblauen Vierecken, die fast schwarze Akzente zu sein scheinen, und Gelb, das an markanten Stellen durch gebrochenes Gelb ersetzt wird. Sogar das Rot wird, wenn auch weniger auffallend, variiert. Die durcheinander tanzenden Farben und die Dynamik des aufgebrochenen Netzwerkes von Linien entsprechen, so Betrachtungen zum Werk, den dynamischen Musiktempi des Boogie Woogie und dem brausenden Rhythmus in den Straßen zwischen den Häuserblöcken der Metropole New York. Aufgrund dieser Entsprechungen wurden Videoanimationen publiziert, die diese Interpretation des Werkes in besonderem Maße hervorheben.

## Zeugin der Entstehung
Im Januar 1941 besuchte die Malerin Charmion von Wiegand Piet Mondrian in seinem Atelier und sah dort eine Komposition mit farbigen Linien, die mit Klebeband „wie eine Mumie“ versehen war. Es war der Anfang seiner neuen Arbeitsweise, bei der er farbiges (oder auch bemaltes) Klebeband in der Entstehungsphase seiner Kompositionen anwendete. Nachdem sie den Künstler am 12. April 1941 interviewt hatte, schlossen sie Freundschaft, und sie besuchte ihn regelmäßig während seiner drei letzten Lebensjahre. Von Wiegand notierte ihre Erinnerungen an Mondrian in ihrem Tagebuch und wurde Zeugin des Entstehungsprozesses des Gemäldes und Mondrians zweijährigen Ringens um das Bildkonzept.
Anfang 1942 besuchte sie Mondrian erneut, und er kam ihr schon im Korridor entgegen und wedelte mit einem Stück Papier. Er erklärte, dass er von einer prächtigen Komposition geträumt habe, und zeigte das Papier mit der ersten Skizze für Victory Boogie Woogie. Laut von Wiegand war Mondrian nie fertig mit dem Werk. Er arbeitete ständig daran und zeigte die Zwischenergebnisse seinen Freunden. Einmal fragte sie ihn, weshalb er keine Serie mache, statt fortlaufend an Versuchen zu arbeiten. Er antwortete, dass er kein Interesse an zu vielen Malereien habe, sondern es bevorzuge, eine Malerei richtig gut zu machen. Mondrian bezog von Wiegand aktiv in seine Arbeit an dem Bild ein. Sie machte Vorschläge, und er probierte diese aus, so wurden Klebebandstücke neu arrangiert und Linien unterbrochen.
Im Januar 1944 arbeitete Mondrian bereits zwei Jahre an Victory Boogie Woogie. Bei einem Besuch von Wiegands zu dieser Zeit war Mondrian stark erkältet und sah schlecht aus. Sie betrachteten zusammen das Bild, das sehr gut aussah und fertig zu sein schien. Laut Mondrian fehlte jetzt nur noch an der Oberkante ein letzter Pinselstrich. Eine Woche später fand von Wiegand ihn krank im Bett liegend vor. Harry Holtzman ließ einen Arzt kommen. Noch am selben Tag wurde Mondrian in ein Krankenhaus gebracht. Erst zu diesem Zeitpunkt bemerkte Wiegand, dass die Malerei wiederum verändert war.

## Victory Boogie Woogie und Mondrians letzte zehn Tage
Mondrian hatte die letzten zehn Tage seines Lebens noch intensiv an dem Bild gearbeitet. In seinem Nekrolog sprach Johnson Sweeney, Kurator des Museum of Modern Art (MoMA), über Mondrians Kampf mit Victory Boogie Woogie: „Drei Tage bevor er ins Krankenhaus gebracht wurde, hatte er angefangen, seine neueste Malerei drastisch zu ändern, eigentlich war es fast fertig gewesen, um ausgestellt zu werden, nachdem er mehr als neun Monate daran gearbeitet hatte. Auch Charmion von Wiegand war betroffen von den ‚radikalen Veränderungen‘ an Victory Boogie Woogie. Am 17. Januar 1944 waren alle Klebebandstreifen entfernt worden, nun aber war es wieder voller Klebestreifen, und es sah aus, als ob Mondrian wieder fieberhaft und ganz intensiv an dem Werk gearbeitet hatte. Es hatte mehr dynamische Qualität bekommen, und es schienen mehr kleine Vierecke mit bemaltem Klebeband in verschiedenen Farben appliziert zu sein. Mondrian hatte zwischen den 17. und den 23. Januar 1944 das fast abgeschlossene Werk noch einmal überdacht, sich von allen Geraden losgerissen und die Fläche erweitert.“ Früh am Morgen des 1. Februar 1944 starb Mondrian an den Folgen einer Lungenentzündung, sein letztes Werk ließ er unvollendet zurück.

## Name

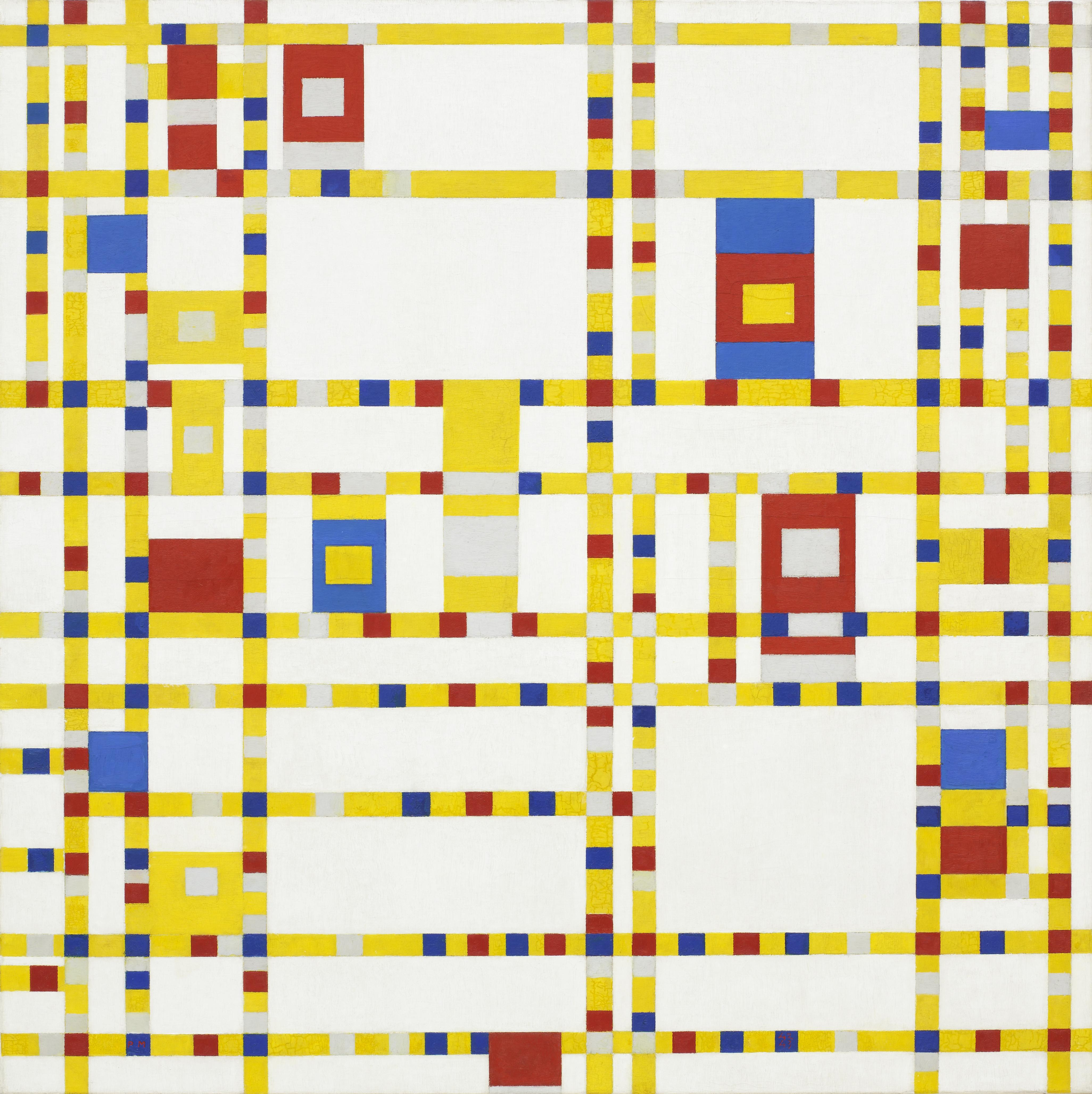
Broadway Boogie Woogie, 1942/43, Öl auf Leinwand, 127 × 127 cm, Museum of Modern Art, New York

Der Name Victory Boogie Woogie stammt nicht, oder zumindest ist es nicht schriftlich dokumentiert, von Piet Mondrian. Bekannt ist jedoch, dass er das Werk als Fortsetzung des früheren Broadway Boogie Woogie (1942–1943) ansah und dass er den Begriff „Victory“ (Sieg) erwähnte. Vermutlich ist Mondrians Nachlassverwalter und Erbe Harry Holtzman der formelle Namensgeber, wobei das Bild seinen definitiven Namen während der sechswöchigen Gedächtnisausstellung erhielt, die Holzmann unmittelbar nach dem Tod des Künstlers in seinem Atelier organisierte.
Verschiedentlich ist beschrieben worden, dass Mondrian gern tanzte, auch als Siebzigjähriger in New York, und dass er Jazz liebte. Sein Protegé Holtzman machte ihn am Anfang seiner New Yorker Zeit erstmals mit der neuen Boogie-Woogie-Musik bekannt und überlieferte Mondrians Reaktion: „Enorm! Enorm! Enorm!“, rief Mondrian aus, als Holtzman ihm die ersten Boogie-Woogie-Platten vorspielte. Sean Sweeney, Sohn des MoMA-Kurators James Johnson Sweeney, der seinen Vater bei Besuchen in Mondrians Atelier öfter begleitete, erinnerte sich an Mondrians Vorliebe für den Boogie Woogie: „Er spielte gern Gene Krupa’s Drum Boogie für mich ab und witzelte darüber, dass er Jazzplatten sammelte, obgleich sie rund und nicht viereckig waren wie die geliebten farbigen Flächen auf seinen Wänden und Malereien“.
„Victory“ im Titel weist vermutlich ebenso auf den erwarteten Sieg der Alliierten im Zweiten Weltkrieg hin wie auf Mondrians Überwindung der früheren strengen Kompositionen zugunsten der neuen musikalischen Rhythmisierung des Motivs. Hans Locher, der Direktor des Gemeentemuseums, formulierte: „Der Victory Boogie Woogie ist die triumphierende Antwort auf den Zweiten Weltkrieg. Das berühmte Guernica von Picasso ist das Bild schlechthin für Gewalt und Kriegsopfer im zwanzigsten Jahrhundert geworden. Nun, Victory Boogie Woogie von Mondrian ist das Bild schlechthin für den Sieg von Lebensfreude und Freiheit“.

## Provenienz

### Valentine Dudensing
Mondrian hatte testamentarisch Harry Holtzman als seinen Testamentsvollstrecker und Alleinerben bestimmt. Die einzige Ausnahme war Victory Boogie Woogie, das als Legat an seinen New Yorker Galeristen Valentine Dudensing ging, der Mondrian im Voraus 400 US-Dollar für das Bild gezahlt hatte. Ab dem zweiten Jahr seines Aufenthaltes in New York bis zu seinem Tod befand sich Mondrian in einer finanziell abgesicherten Lage, da Dudensing Mondrians Bilder ohne Schwierigkeiten für 200 US-Dollar und darüber hinaus verkaufte.

### Emily Hall Tremaine
Emily Hall Tremaines Biografin, die Journalistin Kathleen L. Housley, beschreibt, wie Tremaine Besitzerin wurde. Der Galerist Dudensing kündigte ihr an, er wolle ihr das aufregendste Werk, das sie jemals gesehen habe, zeigen. Die Art der Ankündigung verfehlte trotz des Zusatzes, es sei unverkäuflich, seine Wirkung nicht. Noch nie sei Tremaine, bereits eine erfahrene Sammlerin moderner Kunst mit einer damals schon beträchtlichen Kollektion, so von einer Malerei berührt gewesen wie durch ihre Begegnung mit Victory Boogie Woogie, und sie wollte das Werk unbedingt in ihrer Sammlung haben. Sie machte Dudensing ein Angebot, das er nicht ausschlagen konnte, da er es selbst provoziert hatte. Könne er mit dem Erlös ein Château in Frankreich kaufen, würde er sich von Victory Boogie Woogie trennen wollen, hatte er beiläufig geäußert. Während der Wirren der letzten Monate des Zweiten Weltkriegs im halb befreiten Frankreich gelang dies Ansinnen für erstaunliche 8000 US-Dollar. Burton Tremaine, Ehemann von Emily Tremaine, soll ihr die Aussage entlockt haben: „Nicht viel Geld für ein Château, aber viel Geld für einen Mondrian.“ Von 1944 bis 1988 blieb Victory Boogie Woogie im Besitz der Tremaines, und der Buchumschlag ihrer Biografie wurde mit dem Bild illustriert.

### Samuel Irving und Victoria Newhouse
Der nächste Eigentümerwechsel wurde 1988 von Larry Gagosian vermittelt. Der Vorgang fand Erwähnung in einem Buch über den heutigen Kunstmarkt, das den Aufstieg des heute als prominent geltenden, weltweit vertretenen Galeristen behandelt. Der Preis betrug 10 Mio. US-Dollar. Neuer Eigentümer wurde der Zeitungsmagnat und Milliardär Samuel Irving Newhouse, einer der 100 reichsten US-Amerikaner, der es als Geschenk für seine Frau Victoria erwarb, womöglich deshalb, da der Titel des Bildes ihren Namen enthielt. Neuer Standort wurde Victorias Arbeits- und Schlafzimmer in Manhattan. Das Bild blickte gewissermaßen auf die Skyline des Big Apple, der einer der Inspirationsquellen für Mondrian gewesen war.

### Ankaufsbestrebungen durch das Gemeentemuseum Den Haag
Das Haager Museum war spätestens seit den 1970er Jahren durch den Nachlass Salomon B. Slijpers weltweites Stammhaus der Werke Piet Mondrians geworden und im Besitz von etwa 300 Werken. In Zusammenarbeit mit dem Museum of Modern Art in New York organisierte das Gemeentemuseum Den Haag im Jahr 1994 eine große Mondrian-Retrospektive. Victory Boogie Woogie, gewissermaßen die Krönung von Mondrians Schaffen, wurde von Samuel Irving Newhouse als Leihgabe für die Ausstellung dem Museum of Modern Art zur Verfügung gestellt, aber Newhouse verweigerte den Transport über den Atlantik nach Den Haag für den zweiten Ausstellungsort der gemeinsamen Retrospektive. Offizieller Grund war die Befürchtung, dass die Malerei durch den Transport beschädigt werden könnte. Er witterte jedoch ein Geschäft und bot dem Gemeentemuseum das Werk, wohl für 14 Millionen US-Dollar, zum Kauf an. Sollte der Kauf vollzogen werden, könnte das prominente Exponat doch noch in Den Haag gezeigt werden. Es gelang dem Gemeentemuseum, etwa 12 Mio. US-Dollar zusammenzubringen, die geforderten 14 Mio. US-Dollar jedoch nicht. Da der Ankauf nicht zustande kam, wurde die Retrospektive 1994 ohne Victory Boogie Woogie in Den Haag gezeigt. Seither waren die Beziehungen zu den New Yorkern empfindlich gestört, hatte doch das Gemeentemuseum eine Vielzahl von Werken nach New York geschickt.

### Kauf durch den niederländischen Staat

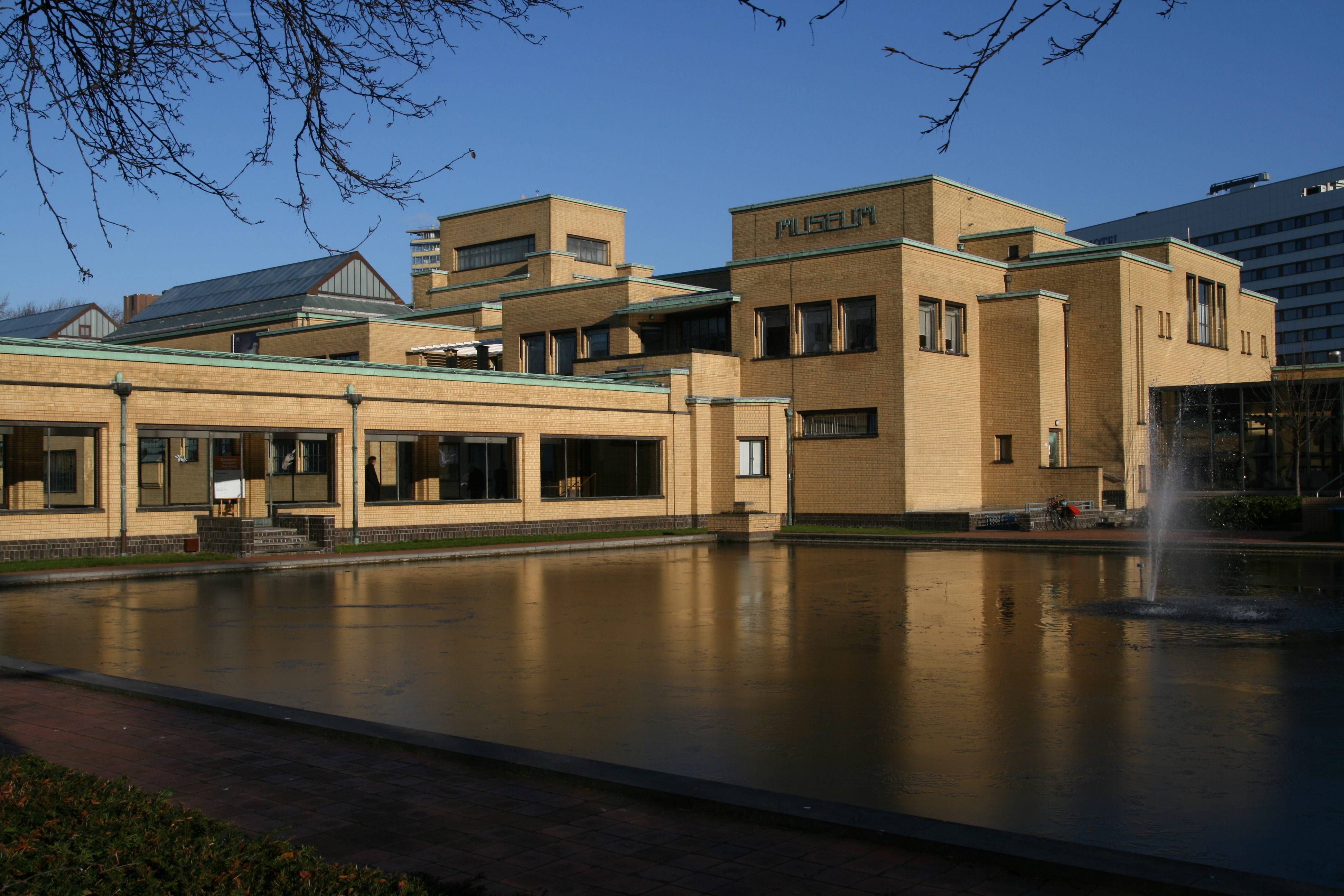
Gemeentemuseum Den Haag, seit 1998 Ausstellungsort von Victory Boogie Woogie

Jan-Maarten Boll, Vorsitzender der Vereniging Rembrandt, eines seit 1883 existierenden Vereins mit 9000 Mitgliedern und dem Ziel, Museen bei Ankäufen zu unterstützen, wurde entscheidend aktiv, um Victory Boogie Woogie in die Niederlande zu bringen. Er war 1994 in New York bei der großen Mondrian-Ausstellung, wo er das Werk erstmals sah. Als er erfuhr, dass es noch in Privatbesitz sei, setzte er alle Möglichkeiten in Bewegung, um eine Lobby für den Erwerb in die Niederlande zustande zu bringen. Mitstreiter wurde der neue Direktor des Gemeentemuseums Den Haag, Hans Locher. Victoria Newhouse war dabei, ein Buch über Museumsarchitektur zu schreiben, und hatte in diesen Zusammenhang persönlichen Kontakt mit Locher. Der Preis wurde inzwischen auf 40 Millionen US-Dollar angesetzt. Per Vertrag gelang es, eine Ankaufsfrist durchzusetzen, zu der das Werk bis zu einem gewissen Zeitpunkt gekauft werden müsse. Dritte und entscheidende Person wurde schließlich der frisch ernannte neue Direktor der Niederländischen Zentralbank Nout Wellink.
Anlässlich der bereits beschlossenen Umstellung vom Gulden zum Euro setzte die Zentralbank ein Zeichen für den Verlust des Nationalsymbols Gulden, das in den Niederlanden 850 Jahre Bestand hatte, indem sie ein anderes Nationalsymbol setzte. Der Jahresgewinn der Zentralbank von 130 Millionen Gulden (ca. 59 Millionen Euro), der den Reserven zugeschlagen werden sollte und der Europäischen Zentralbank zugutegekommen wäre, sollte nunmehr einmalig in einen neuen Kunstfonds fließen. Da die Bank diesen Fonds nicht selbst verwalten wollte, wurde bei der Vereniging Rembrandt ein Schwesterfonds gegründet, bei dem Jan-Maarten Boll Vorsitzender war. Wellink war einverstanden, dass der Großteil des Fonds sofort wieder ausgegeben werden solle, um Victory Boogie Woogie zu erwerben. Der Staat, alleiniger Anteilseigner der Zentralbank, musste dem gesamten Vorgang zustimmen. Der damalige Finanzminister Gerrit Zalm gab seine Einwilligung, womit der Fonds unter dem Namen Stichting Nationaal Fonds Kunstbezit gegründet werden konnte. Die erste Aktion der Stiftung war der Ankauf von Victory Boogie Woogie, das auf diese Weise in Staatsbesitz gelangte. Die Verwaltung wurde an das Instituut Collectie Nederland übertragen, und das Bild ging als Dauerleihgabe an das Gemeentemuseum. Unter großer Anteilnahme der Presse, der Kunstwelt sowie in Anwesenheit von Königin Beatrix und Kronprinz Willem-Alexander wurde die Komposition am 10. August 1998 im Gemeentemuseum der niederländischen Öffentlichkeit präsentiert.

## Kontroversen nach dem Kauf
In der Presse wurde vehement gegen den Kauf protestiert, vor allem gegen den, wie gemeint wurde, exorbitant hohen Betrag für ein unvollendetes Kunstwerk, das nur einige Farbblöcke darstellte, an denen noch Fetzen bemalter Klebestreifen hingen. Die Frage stellte sich, ob nicht etwas Sinnvolleres mit dem Geld gemacht werden könne. Im niederländischen Parlament wurden Fragen gestellt über die geheime Vorgehensweise durch die niederländische Zentralbank und durch den zuständigen Finanzminister Gerrit Zalm, der sich, so einige Fragesteller, der gesetzlichen Kontrolle des Parlaments entzogen habe. Andere wiederum stimmten der Vorgehensweise zu und hielten sie für eine gut gelungene Aktion, weil so noch weitere Preistreiberei vermieden worden sei. Die Debatte prägte der den Minister verteidigende Staatssekretär Rick van der Ploeg, der in der Presse mit eher ironisch zitierten Worten herangezogen wurde, dass viele den Preis von vielem kennen, jedoch von nichts den wirklichen Wert. Man habe schließlich Die Nachtwache des 20. Jahrhunderts erworben. Letztendlich blieb die Vorgehensweise ohne formelle Konsequenzen und die Protagonisten behielten ihre Ämter.

## Forschung
Im September 2006 und ein zweites Mal im März 2007 wurde Victory Boogie Woogie zu Forschungszwecken aus seinem Rahmen geholt und mit modernen kontaktlosen Forschungsmethoden wie Infrarot, UV-Licht und Röntgenstrahlen untersucht. Unter Leitung von Maarten van Bommel vom Instituut Collectie Nederland und Hans Janssen, Konservator des Gemeentemuseum Den Haag, versuchte ein Team internationaler Spezialisten, die Entstehungsgeschichte näher zu erforschen und diese sowie den Zustand des Werks zu dokumentieren. Der Vorgang wurde in einem Film dokumentiert und mit einem Zeitungsblog des Konservators in de Volkskrant kommentiert. Auch konnten Besucher des Museums die Arbeiten hinter einer Glaswand verfolgen. Für das bloße Auge unsichtbare Details wurden erstmals bekannt. Ergebnisse waren beispielsweise, dass das Werk materialtechnisch in gutem Zustand sei, dass die großen Flächen in einem Malgang entstanden, die kleinen Vierecke jedoch vielfach geändert worden seien, wobei zudem abgeschabt wurde, und dass Mondrian Leim, Klebeband sowie Papier und Cellophanstreifen benutzt habe. Ergebnis war überdies eine vollständige Visualisierung der Entstehungsgeschichte.

## Film
Zum zehnten Jahrestag des Erwerbs durch die Niederlande wurde 2008 eine durch die VPRO produzierte Fernseh-Dokumentation im Programm Nederland 2 ausgestrahlt. Sie schilderte die damaligen Vorgänge und befasste sich unter anderem mit Kommentaren und Betrachtungen zum Gemälde.
2009 kam ein Film mit dem Titel Boogie Woogie heraus. Der Film ist eine satirische Komödie auf den postmodernen Kunstbetrieb. Er basiert auf dem gleichnamigen Buch von Danny Moynihan. Buch- und Filmtitel ist erklärtermaßen dem Mondrianbild entlehnt und der Plot ist teilweise inspiriert durch die Vermittlung des Bildes von Larry Gagosian an Newhouse.
Am 24. September 2011 sendete die AVRO in der Serie Lamoree en de Meesters ein Feature, das die Malerei von der künstlerischen Seite aus betrachtet.

## Diverses
In den späten 1980er Jahren bereitete die niederländische Zentralbank eine neue Serie Banknoten vor. Auf der nominal größten Note von 1000 Gulden (etwa 454 Euro) sollten Mondrian und sein Werk Victory Boogie Woogie abgebildet werden. Die Entwürfe wurden jedoch – unter anderem angesichts der Europläne – nicht umgesetzt.
Anlässlich Mondrians 50. Todestag 1994 erschien in den Niederlanden eine 90-Cent-Briefmarke mit der Abbildung eines Details von Victory Boogie Woogie. Außerdem prägen Piet Mondrians Initialen P.M. die Briefmarke mit einer weiteren Bedeutung von P.M.: Pro Memoria, lateinisch mit der Bedeutung Zur Erinnerung.
Unter den vielen Millionen Besuchern, die die Malerei im Lauf der Jahre besichtigten, befand sich im März 2014 auch der amerikanische Präsident Barack Obama. In der Ausstellung Mondriaan & De Stijl im Gemeentemuseum Den Haag schenkte er dem Werk besondere Beachtung.